# Атанас Попвълчев
Атанас Попиванов Попвълчев или Вълчев (изписване до 1945 година: Атанасъ попъ Вълчевъ) е български революционер, деец на Вътрешната македоно-одринска революционна организация и на Вътрешната македонска революционна организация.

## Биография
Атанас Вълчев е роден през 1895 година в неврокопското село Старчища, тогава в Османската империя, днес в Гърция. Получава висше образование и по професия е учител. Присъединява се към ВМОРО. Участва в Първата световна война. Убит е от четата на Тодор Паница на 16 септември 1922 година в Неврокопско.